# Zalaszabar
Zalaszabar là một thị trấn thuộc hạt Zala, Hungary. Thị trấn này có diện tích 16,95 km², dân số năm 2010 là 553 người, mật độ 33 người/km².